# Cecina
Pour les articles homonymes, voir Cecina (homonymie).
Cecina est une ville de la province de Livourne dans la région Toscane en Italie.

## Histoire
La région où se trouve Cecina, probablement occupée à l'époque étrusque, a été habitée à l'époque romaine, quand un  consul impérial Caecinae, descendant d'une ancienne famille d'origine étrusque, a ordonné la construction d'une villa, dont les ruines sont encore visitées à San Vincenzino.
Cecina a connu un long déclin, qui a commencé avec la décadence de la civilisation étrusque au cours de la domination romaine. Durant le Moyen Âge, le nom de la ville toscane a été mentionné par Dante Alighieri qui a identifié les limites de la Maremme, entre Cecina et Corneto.
En 1406, avec la chute de la république de Pise et l'avènement de la république de Florence, elle fait partie du vicariat de la Maremme Pisane avec Montescudaio, Guardistallo, Bibbona, Casale Marittimo.
C'est au milieu du XIXe siècle, sous le règne du grand-duc de Toscane qu'elle a changé d'apparence avec le début du processus de développement économique.
La ville de Cecina voit officiellement le jour en 1852, il ne reste aucune trace de certains bâtiments, depuis le bombardement de la Seconde Guerre mondiale (en particulier la zone près du pont sur la rivière Cecina). L'histoire ancienne de Cecina est conservée au musée de villa Guerrazzi, construite en 1768, désormais musée archéologique.

## Tourisme
Depuis les années 1960, avec la croissance démographique, la ville a commencé à attirer des touristes italiens et étrangers. Cecina est aussi le débouché naturel vers la mer pour Volterra et Sienne. La ville triple sa population en été, car en plus d'accueillir les touristes dans les hôtels et les campings, il y existe un grand nombre de résidences secondaires.
La Marina di Cecina est une destination touristique populaire pour les familles. Depuis 2006, les plages de Cecina Mare reçoivent la distinction Pavillon Bleu.
Les forêts de pins qui occupent une superficie totale de 400 hectares s'étendent le long de la côte pendant plus de 15 km, elles constituent la réserve naturelle biogénétique des Tomboli Cecina.

## Lieux et monuments
- L'église San Giuseppe et Leopoldo, construite en 1851 par la volonté de Léopold II de Toscane.
- L'église Sant'Andrea.
- L'église Sant'Antonio.
- La villa Ginori
- Le parc archéologique de San Vincenzino
- Le parc littéraire dédié à Carlo Cassola.
- Le parc Gallorose, réserve de 180 espèces animales et 14 000 plantes.

## Aire protégée
- La réserve naturelle du Tombolo de Cecina

## Culture
- Le musée archéologique de la Villa Guerrazzi : Le musée ethno-anthropologique fondé en 1992 qui rassemblait les objets de la région rurale du nord de la Maremme, fut, en 2003, transféré dans le nouveau musée installé dans la Villa Guerrazzi ; de nombreuses pièces étrusques y sont exposées dont l'Urne de Montescudaio, devenue l'emblème du lieu.

## Transports
La commune de Cecina est traversée par deux routes principales, la via Aurelia et la variante Aurelia.
Cecina possède également une gare sur la ligne Livourne-Grosseto-Rome, située à l'intersection avec la ligne de Volterra.
Enfin, près du village de Marina di Cecina, se trouve une vaste marina pour les bateaux de plaisance.

## Personnalités nées dans la ville
- Paolo Bettini, (1974-), coureur cycliste, champion du monde en 2006 et 2007.
- Massimo Bulleri, (1977-), joueur de basket-ball.
- Diego Ulissi, (1989-), coureur cycliste.
- Altero Matteoli, (1940-), homme politique.
- Augustin Hadelich (1984-), violoniste.

## Administration
| Période                                  | Période | Identité          | Étiquette                  | Qualité |
| ---------------------------------------- | ------- | ----------------- | -------------------------- | ------- |
| 2004                                     | 2009    | Paolo Pacini      | Coalition de Centre gauche |         |
| 2009                                     | 2014    | Stefano Benedetti | Parti démocrate            |         |
| 2014                                     |         | Samuele Lippi     | Parti démocrate            |         |
| Les données manquantes sont à compléter. |         |                   |                            |         |

### Hameaux
Marina di Cecina, San Pietro in Palazzi

### Communes limitrophes
Bibbona, Casale Marittimo, Castellina Marittima, Guardistallo, Montescudaio, Riparbella, Rosignano Marittimo

## Jumelages
- Gilching (Allemagne) depuis 1989
- Sagonte (Espagne)
- Sin-le-Noble (France)

## Source de traduction
- (it) Cet article est partiellement ou en totalité issu de l’article de Wikipédia en italien intitulé « Cecina (Italia) » (voir la liste des auteurs).

## Liens eternes
- Site officiel
- Ressource relative à la géographie :   - Digital Atlas of the Roman Empire
- Ressource relative à la musique :   - MusicBrainz
- Notice dans un dictionnaire ou une encyclopédie généraliste :   - Gran Enciclopèdia Catalana
- Notices d'autorité :   - VIAF
  - BnF (données)
  - IdRef
  - LCCN
  - GND
  - Israël
  - Vatican
  - Tchéquie
  - WorldCat